# Paul Lill
Paul Adolf Lill, estonski general, * 1882, † 1942.